# Wang Huifeng
Wang Huifeng (chinois : 王会凤), née le 24 janvier 1968 à Tianjin, est une escrimeuse chinoise pratiquant le fleuret, médaillée d'argent aux Jeux olympiques d'été de 1992 à Barcelone.

## Carrière
Wang Huifeng a participé aux Jeux de 1992 et 1996, gagnant l'argent en individuel en 1992 derrière l'italienne Giovanna Trillini. C'est le seul résultat international significatif de la fleurettiste chinoise. 
Elle s'installe, au terme de sa carrière, aux États-Unis où elle devient entraîneuse, d'abord à Las Vegas, puis fonde en 2013 le Gold Fencing Club de Waltham, Massachusetts où elle entraîne de nos jours. Ses étudiants figurent parmi les plus titrés des États-Unis.[réf. nécessaire]

## Palmarès
- Jeux olympiques
  -  Médaille d'argent aux Jeux olympiques de 1992 à Barcelone